# Вулиця В'ячеслава Чорновола (Чернігів)
Вулиця В'ячеслава Чорновола — вулиця в Новозаводському районі міста Чернігів. Пролягає від проспекту Миру – площі Дружби Народів до вулиці Старобілоуської.
Примикають вулиці Садова, 1 Гвардійської армії, Любецька, В'ячеслава Радченка.

## Історія
Сучасна вулиця прокладена у два етапи. Любецький провулок — за назвою Любецької вулиці — був прокладений на початку XX століття, в 1927 Любецький провулок перейменований на вулиці Правди. На початку 1930-х років від кінця вулиці Правди до вулиці Т. Шевченка (зараз проспект Миру) було прокладено вулицю Войкова — на честь революціонера, радянського політичного діяча Петра Лазаревича Войкова. Спочатку була забудована одноповерховими індивідуальними будинками. Після німецько-радянської війни було зведено багатоповерхові житлові будинки. У 1980-х роках садибна забудова початку вулиці була ліквідована і було збудовано квартал багатоповерхової житлової забудови (9-поверхові будинки). Вулиці Правди та Войкова були об'єднані в єдину вулицю Войкова.
2015 року комісією з упорядкування назв вулиць було запропоновано нову назву вулиця маршала Руденка — на честь маршала авіації, Героя Радянського Союзу, уродженця Чернігівщини Сергія Гнатовича Руденка, цю пропозицію було відхилено депутатами міської ради.
19 лютого 2016 року вулиця отримала сучасну назву — на честь українського політичного діяча В'ячеслава Максимовича Чорновола, згідно з Розпорядженням міського голови В. А. Атрошенком Чернігівської міської ради № 54-р «Про перейменування вулиць міста» 
16-поверховий житловий будинок (№ 15А) був зданий в експлуатацію 10 червня 2016.
3 березня 2022 року в ході Вторгнення Росії в Україну - в результаті російського авіаудару були різною мірою пошкоджені обласний кардіологічний диспансер, кілька 9-поверхових та один 16-поверховий житлові будинки вулиці.

## Забудова
Вулиця пролягає у південно-західному напрямку, потім, зробивши плавний поворот, пролягає також у південно-західному напрямку, але з більш південним кутом.
Вулиця з проспектом Миру та вулицею Софії Русової утворює площу Дружби Народів. Є проїзд до вулиці Івана Богуна, який у низці ресурсів називається як Кругова вулиця.
Парна та непарна сторони вулиці переважно зайняті багатоповерховою (9-поверхові будинки, частково 5-поверхові будинки, один 10-поверховий та 16-поверховий будинки) житловою забудовою. Частково є малоповерхова (2-3-поверхові будинки парної сторони до примикання Любецької) житлова та садибна (непарна сторона до примикання 1 Гвардійської армії, парна сторона кінця вулиці після примикання В'ячеслава Радченка) забудова.
Кут непарної сторони після примикання Любецької вулиці займає недіючий єврейський цвинтар, парний — нежитлова забудова.
Установи:
1. будинок № 5 - Національне товариство майстрів народного мистецтва України
2. будинок № 24 - Чернігівський обласний кардіологічний диспансер
3. будинок № 45 - Церква Різдва Пресвятої Богородиці ( УГКЦ )

Меморіальні дошки:
1. будинок № 26 - фотохудожнику та журналісту Валерію Петровичу Інютіну - з барельєфом, на будинку, де жив і працював (1972-2001 роки)